# Liste der Stolpersteine in Rijswijk

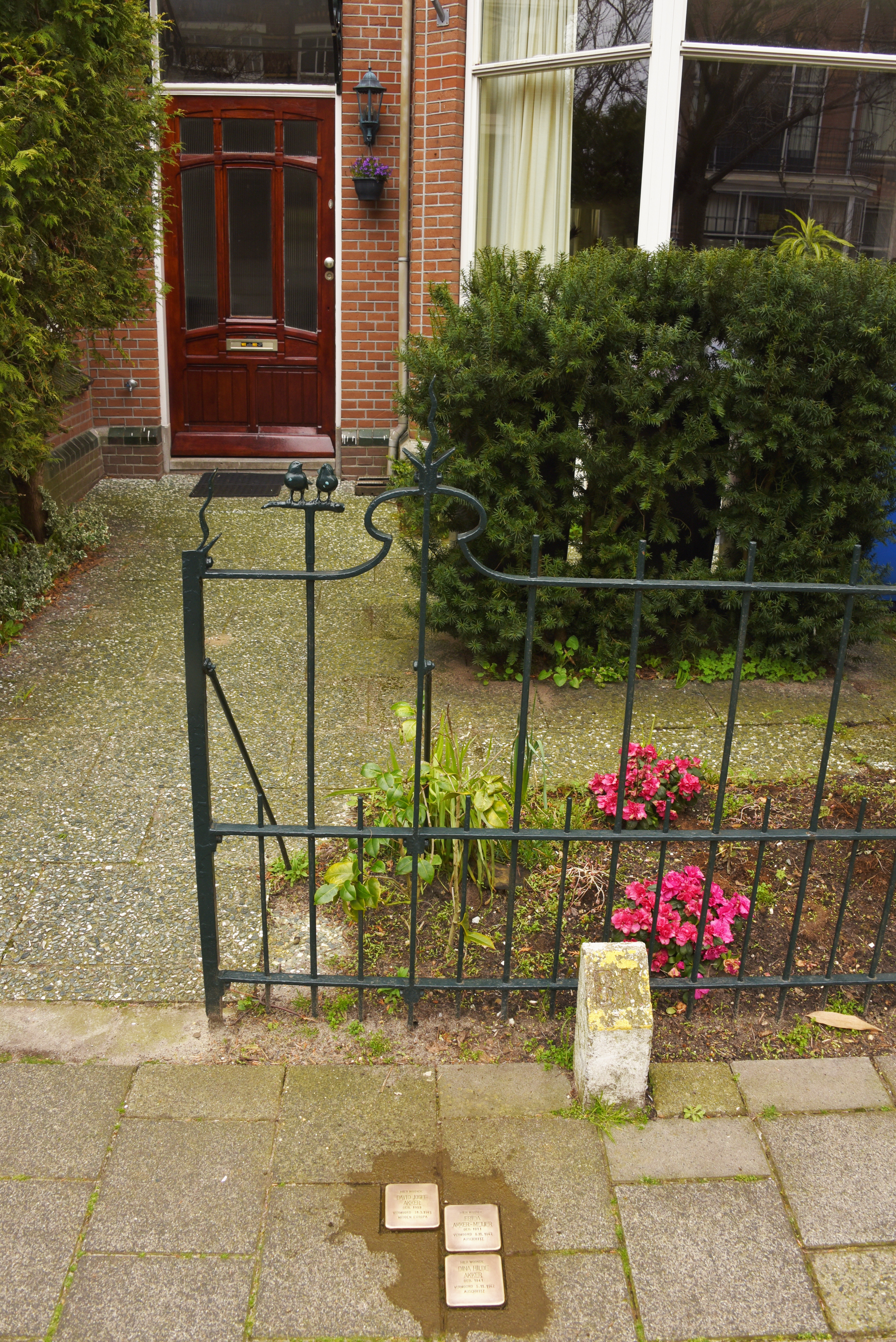
Stolpersteine in Rijswijk

Die Liste der Stolpersteine in Rijswijk umfasst die Stolpersteine, die vom deutschen Künstler Gunter Demnig in Rijswijk verlegt wurden, einer Gemeinde im Norden der niederländischen Provinz Zuid-Holland. Stolpersteine sind Opfern des Nationalsozialismus gewidmet, all jenen, die vom NS-Regime drangsaliert, deportiert, ermordet, in die Emigration oder in den Suizid getrieben wurden. Demnig verlegt für jedes Opfer einen eigenen Stein, im Regelfall vor dem letzten selbst gewählten Wohnsitz.
Die ersten Verlegungen in Rijswijk fanden am 22. Februar 2015 statt.

## Verlegte Stolpersteine
In Rijswijk wurden zehn Stolpersteine an vier Adressen verlegt.
| Stolperstein | Übersetzung                                                                                                  | Verlegort           | Name, Leben                             |
| ------------ | --- | ------------------- | --------------------------------------- |
|              | HIER WOHNTE DAVID JOSEF AKKER GEB. 1903 ERMORDET 31.3.1943 MITTELEUROPA                                      | Prins Hendriklaan 9 | David Josef Akker (1903–1943)           |
|              | HIER WOHNTE DINA HILDE AKKER GEB. 1941 ERMORDET 5.11.1942 AUSCHWITZ                                          | Prins Hendriklaan 9 | Dina Hilde Akker (1941–1942)            |
|              | HIER WOHNTE FRIDA AKKER-MEIJER GEB. 1911 ERMORDET 5.11.1942 AUSCHWITZ                                        | Prins Hendriklaan 9 | Frida Akker-Meijer (1911–1942)          |
|              | HIER WOHNTE SALOMON KOEKOEK GEB. 1912 ERMORDET 31.3.1944 AUSCHWITZ                                           | Vondellaan 5        | Salomon Koekoek (1912–1944)             |
|              | HIER WOHNTE HELENA KOEKOEK- AKKER GEB. 1905 ERMORDET 3.9.1943 AUSCHWITZ                                      | Vondellaan 5        | Helena Koekoek-Akker (1905–1943)        |
|              | HIER WOHNTE SALOMON VILBACH GEB. 1864 deportiert 1943 AUS WESTERBORK ERMORDET 16.4.1943 SOBIBOR              | Jaagpad 57          | Salomon Vilbach (1864–1943)             |
|              | HIER WOHNTE FREDERIKA VILBACH -AARDEWERK GEB. 1864 DEPORTIERT 1943 AUS WESTERBORK ERMORDET 16.4.1943 SOBIBOR | Jaagpad 57          | Frederika Vilbach-Aardewerk (1864–1943) |
|              | HIER WOHNTE ANNA VILBACH- BLOM GEB. 1903 DEPORTIERT 1944 AUS WESTERBORK ERMORDET 1944 AUSCHWITZ              | Jaagpad 57          | Anna Vilbach-Blom (1903–1944)           |
|              | HIER WOHNTE GABRIËL WAISVISZ GEB. 1863 DEPORTIERT 1943 ERMORDET 9.4.1943 SOBIBOR                             | Mauritslaan 15      | Gabriël Waisvisz (1863–1943)            |
|              | HIER WOHNTE LIENTJE WAISVISZ- VAN ENGERS GEB. 1865 DEPORTIERT 1943 ERMORDET 9.4.1943 SOBIBOR                 | Mauritslaan 15      | Lientje Waisvisz-van Engers (1865–1943) |

## Verlegedatum
- 22. Februar 2015
- 25. November 2021: Jaagpad 57